# Paratrypeta appendiculata
Paratrypeta appendiculata är en tvåvingeart som först beskrevs av Friedrich Georg Hendel 1927.  Paratrypeta appendiculata ingår i släktet Paratrypeta och familjen borrflugor. Inga underarter finns listade i Catalogue of Life.